# Tipulomorpha
Los tipulomorfos (Tipulomorpha) son un infraorden de dípteros nematóceros, que incluye al extenso grupo de las típulas y a varias familias relacionadas. Tres de estas se han incluido históricamente dentro de la familia Tipulidae.
Una clasificación reciente basada en fósiles divide a este grupo en una serie de superfamilias extintas (abajo), e incluye miembros de otros infraórdenes, pero no ha conseguido obtener una amplia aceptación.

## Taxones extintos
Superfamilia  Eopolyneuridea
- Eopolyneuridae - (Triásico superior)
- Musidoromimidae - (Triásico superior)

Superfamilia  Tipulodictyidea †
- Tipulodictyidae - (Triásico superior)

Superfamilia  Tanyderophryneidea, †
- Tanyderophryneidae - (Triásico medio)

Superfamilia  Tipuloidea
- Architipulidae † (Triásico superior)
- Eolimnobiidae † (Jurásico inferior)
- Tipulidae

Superfamilia  Eoptychopteridea, †
- Eoptychopteridae - (Jurásico inferior)

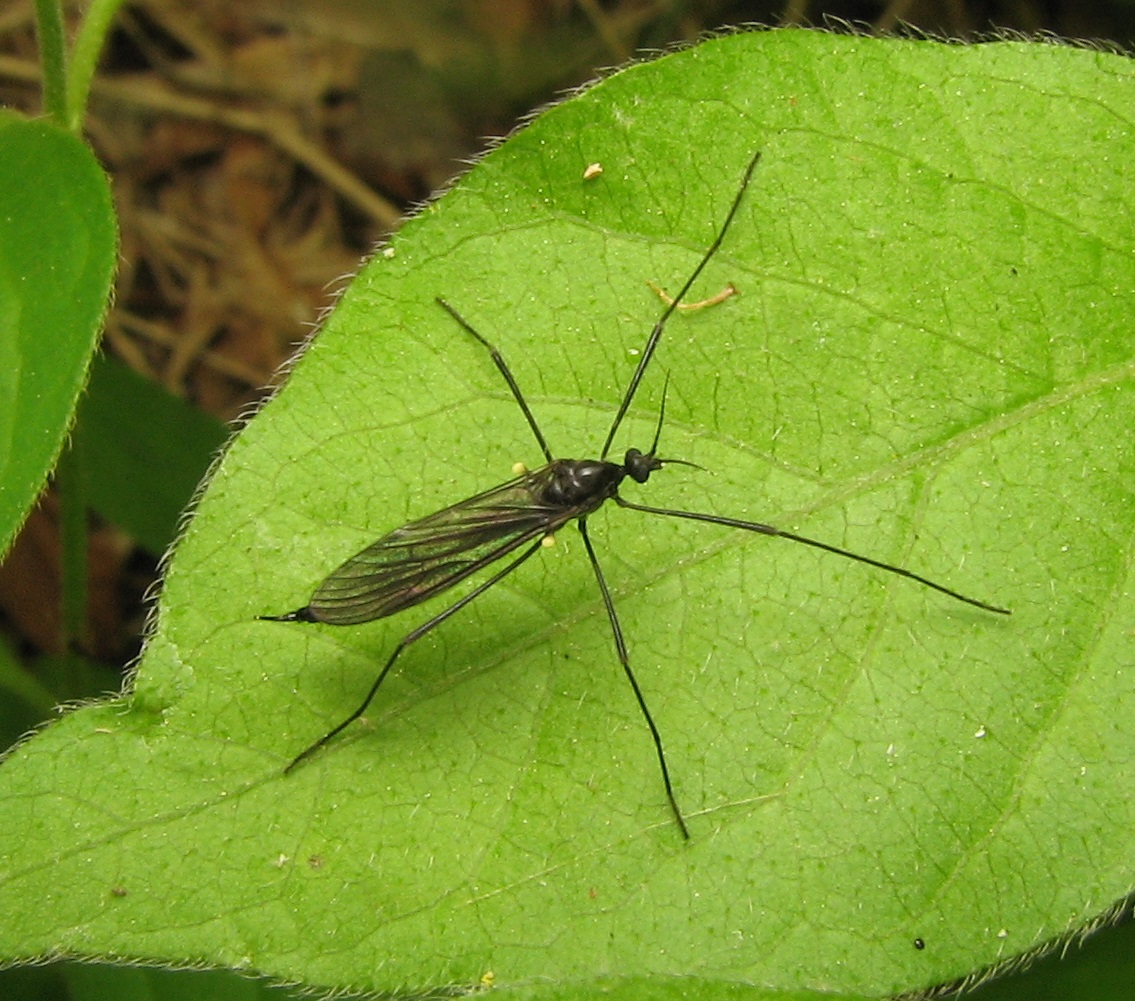
Gnophomyia tristissima familia Limoniidae.